# Monumento a Samora Machel
El monumento a Samora Machel, situado en Mbuzini, cerca de Komatipoort, en la provincia sudafricana de Mpumalanga, marca el lugar donde en 1986 colisionó el avión que transportaba al entonces presidente de Mozambique, Samora Machel, y que acabó con su vida y la de varios ministros mozambiqueños. Fue declarado en 2006 un sitio del patrimonio nacional.
El monumento fue inaugurado por Joaquim Chissano y Nelson Mandela el 19 de enero de 1999. Costó 240 000 dólares e incorporó parte de los restos del avión. Su principal característica son 35 tubos de acero, que representan las 35 vidas perdidas en la colisión, y que, expuestos al viento, crean un efecto sonoro similar a un lamento.
En 2006, abrió sus puertas una biblioteca cercana con una colección de libros en inglés y portugués. También se erigió una estatua de Machel, donada por artistas antiapartheid.